# Caribou (Schiff, 1986)
Die Caribou war eine 1986 in Dienst gestellte Fähre der kanadischen Reederei Marine Atlantic. Das auf der Strecke von North Sydney nach Port aux Basques eingesetzte Schiff blieb bis November 2010 in Fahrt und wurde 2011 im indischen Alang abgewrackt.

## Geschichte
Die Caribou entstand unter der Baunummer 705 in der Versatile Davie Shipyard Lauzon in Québec und wurde am 25. Oktober 1984 vom Stapel gelassen. Nach der Übernahme durch Marine Atlantic im April 1986 nahm das Schiff am 12. Mai den Fährdienst von North Sydney nach Port aux Basques auf. Die Caribou erhielt ihren Namen in Erinnerung an ein gleichnamiges Passagierschiff, das 1925 in Dienst gestellt und 1942 in der Cabotstraße durch ein deutsches U-Boot versenkt wurde. Caribou ist die nordamerikanische Bezeichnung für Ren. 1989 erhielt die Fähre mit der Joseph and Clara Smallwood ein baugleiches Schwesterschiff, das ebenfalls zwischen North Sydney und Port aux Basques im Einsatz stand.

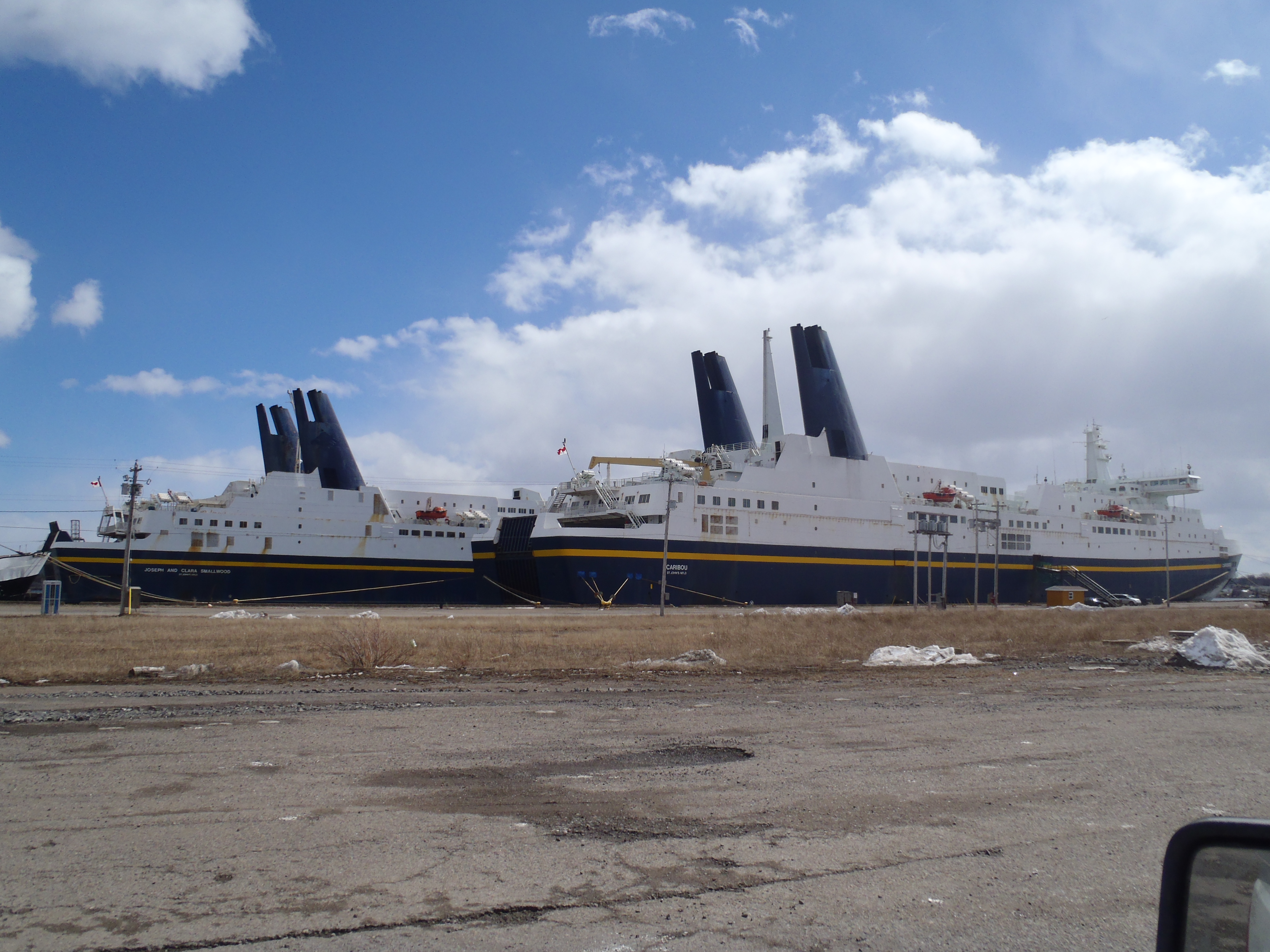
Die aufgelegten Schwesterschiffe Caribou (vorne) und Joseph and Clara Smallwood im März 2011

Die Caribou blieb 24 Jahre lang auf derselben Strecke im Einsatz. Nach einer letzten Überfahrt am 26. November 2010 wurde das Schiff ausgemustert und in North Sydney aufgelegt. Sie und die drei Jahre jüngere Joseph and Clara Smallwood wurden durch die Highlanders und deren Schwesterschiff Blue Puttees ersetzt.
Nach fast einem Jahr Liegezeit ging die Caribou im August 2011 unter dem verkürzten Überführungsnamen Caribo an eine Abbruchwerft im indischen Alang, wo sie am 12. Oktober zum Abwracken eintraf. Ihr wenige Tage zuvor in Alang eingetroffenes Schwesterschiff Joseph and Clara Smallwood wurde dort ebenfalls demontiert.
In ihrer 24 Jahre andauernden Dienstzeit absolvierte die Caribou schätzungsweise 16.000 Überfahrten und beförderte hierbei drei Millionen Passagiere sowie zwei Millionen Fahrzeuge.